# Systematologie
Die Systematologie (auch als Systemologie bezeichnet) ist nach Franz Kröner eine Grundlagen- oder Hilfsdisziplin der Philosophie, die die logischen und systematischen Wechselbeziehungen zwischen den einzelnen philosophischen Systemen untersucht. Sie hat dabei eine Strukturtheorie philosophischer Systeme zum Ziel und stellt sozusagen eine Philosophiegeschichte in systematischer Absicht dar.
Schon Johann Heinrich Lambert hatte von „Systematologie“ gesprochen. Seine Überlegungen können als ein früher Entwurf von Systemtheorie aufgefasst werden.

## Systematologie nach Franz Kröner
In der Geschichte der Philosophie erleben wir ständig, dass nacheinander und nebeneinander eine Vielzahl philosophischer Systeme errichtet werden, die miteinander unvereinbar sind. Diese „Anarchie der philosophischen Systeme“ weist die systematologische Betrachtung jedoch als eine nur scheinbare nach. Die Systematologie deckt eine Ordnung in der Unordnung der Geschichte der Philosophie auf, verwandelt das scheinbare Chaos in einen Kosmos.
Die einfachste Lösung des Problems der Anarchie der Philosophie wäre freilich, wenn sich eine bestimmte Philosophie als die einzig wahre und allumfassende nachweisen oder wenigstens plausibel machen ließe. Ein einziges absolutes System ist aber in der Philosophie aus bestimmten Gründen undurchführbar und unmöglich. Franz Kröner weist dies an unterschiedlichen Typen von Philosophien gesondert nach:
1. die naiv-absolutistischen Philosophien: Sie erklären sich schlicht allein für wahr und alle anderen für falsch. Es wird dann möglich, von einem solchen System aus in bestimmter Weise den „Fehler“ anzugeben, den eine andere Philosophie gemacht hat. Natürlich ist ein solcher „Fehler“ ganz und gar relativ, wird in ihm doch einfach der Punkt getroffen, worin sich das kritisierte System vom angeblich absoluten unterscheidet. Des einen Vernunft ist des anderen Wahnsinn, so formuliert überspitzt Paul Feyerabend.[5]
2. Integration des Kritikers: Man kann versuchen, mit widerstreitenden Auffassungen dadurch fertigzuwerden, dass man sie auf einer untergeordneten Ebene als berechtigt anerkennt. Damit werden sie auf dieser Ebene in das eigene System hineingenommen; der Widerstreit tritt dann in abgeänderter Form innerhalb des eigenen Systems auf.
3. Konvergenz-These: Es wird unterstellt, dass sich innerhalb der Entwicklung der Philosophie langfristig eine Konvergenz der bislang divergenten Ansichten herausbildet. So wie es jedoch sachlich unmöglich ist, dass sich zwei bestimmte Philosophien in allen Punkten widersprechen, so ist es immer möglich, auch Gemeinsamkeiten beider aufzufinden. Ein Entwicklungstrend lässt sich dadurch nicht erweisen, vielmehr das Gegenteil.
4. Perspektivismus: Jede Philosophie stelle gewissermaßen eine Perspektive des Wahren dar. Die verschiedenen Philosophien werden dabei auf eine nur formale Weise zur Einheit gebracht. Die Beziehungen der Systeme zueinander sind jedoch nicht nur solche eines bloß äußerlichen Unterschieds, eines Neben- oder Außereinanders, sondern auch eines Gegen- und Ineinanders. Durch den Aspektbegriff allein sind derlei Beziehungen nicht zu fassen.

Für Johannes Heinrichs zeigt Kröners Ansatz die Möglichkeit auf, wie man jenseits von philosophischen Systemen stehen und dennoch systematisch verfahren kann. Heinrichs grenzt Philosophieren in systematischer Absicht insbesondere ab gegenüber einem „Historismus“, der sich auf das kriterienlose Sammeln und Sortieren geisteswissenschaftlichen Materials beschränke.
In Gegensatz zu Kröner sieht Heinrichs jedoch den systematologischen Ansatz nicht außerhalb der Philosophie stehen; vielmehr gehöre er als Einstellung und Reflexionsstufe des Philosophierens zur Philosophie selbst.